# Капская чагра
Капская чагра (лат. Tchagra tchagra) — вид птиц из семейства кустарниковых сорокопутов. Выделяют три подвида. Распространены на юге и юго-востоке ЮАР и в Эсватини.

## Описание
Капская чагра достигает длины 17—21 см. Половой диморфизм не выражен. У взрослых особей макушка коричневого цвета, над глазами хорошо заметна широкая белая бровь, через глаза проходит чёрная полоса. Верхняя часть тела бледного серого цвета, нижняя часть — бледно-коричневая.  Крылья каштанового цвета, хвост чёрный с белым кончиком. Клюв чёрного цвета. Молодые особи более тусклые, через глаз у них проходит жёлтая полоса.
Песня самцов капской чагры представляет собой нисходящий свист ttttrtr te te te teuuu, исполняется во время полёта или с присады. Самки отвечают пронзительным  tzerrrrrrrr.

## Биология
Капская чагра ведёт одиночный образ жизни. Территориальный вид. Обитает в сухих кустарниковых зарослях и прибрежных кустарниках. Питается насекомыми и другими беспозвоночными, которых ловит на земле.
Чашеобразное гнездо сооружается из веточек и стеблей в развилке ветвей кустарника. В кладке два, иногда три яйца. Яйца белые с серыми и красновато-коричневыми отметинами. Продолжительность инкубационного периода составляет примерно 16 дней. Птенцы оперяются через 14 дней.

## Подвиды и распространение
Выделяют три подвида:
- Tchagra tchagra tchagra (Vieillot, 1816) — юг ЮАР
- Tchagra tchagra natalensis (Reichenow, 1903) — северо-восток ЮАР и Эсватини
- Tchagra tchagra caffrariae Quickelberge, 1967 — восток ЮАР